# Ignacy Guniewicz
Ignacy Franciszek Guniewicz pseud. Ksiądz Bażański (ur. 10 maja 1832 w Zawadzie, zm. 25 listopada 1882 w Poznaniu) – polski kompozytor, dyrygent, pianista i pedagog.

## Życiorys
Muzyki uczył się od wczesnej młodości. W 1848 brał udział w walkach powstania węgierskiego, walczył też w Galicji (w tym celu przerwał studia muzyczne). Był więziony przez austriackiego zaborcę. Potem wyjechał do Lwowa, gdzie od 1865 do 1866 był dyrygentem Teatru Lwowskiego (następcą Stanisława Dunieckiego). Grał też na fortepianie oraz nauczał muzyki. W Krakowie (gdzie krótko przebywał) był współtwórcą Towarzystwa Muza, gdzie również pełnił funkcję dyrygenta. Od 1870 do 1872 ponownie działał we Lwowie, m.in. w ukraińskim towarzystwie Ruśka Besida. Odbywał w tym okresie podróże artystyczne do Pragi (był tu członkiem Umělecké besedy), Wiednia, Kijowa i Petersburga. W 1873 przeprowadził się do Poznania. W 1875 był tutaj współzałożycielem Towarzystwa Muzycznego, gdzie dyrygował orkiestrą i chórem. Był też dyrektorem tej instytucji. Założył własną szkołę muzyczną, gdzie nauczał gry na fortepianie, skrzypcach, fisharmonii, a także śpiewu i teorii muzyki. W 1883 wydał w Poznaniu, w oficynie F. Malińskiego, Polski śpiewnik ludowy na cztery głosy. Był przyjacielem m.in. Wincentego Pola i Kornela Ujejskiego.

## Kompozycje
Do jego kompozycji (tworzonych częściowo pod pseudonimem Ksiądz Bażański) należały:
- uwertura koncertowa Gdyby orłem być (1862),
- oratorium Niewola babilońska (1867),
- liczne pieśni, m.in. Tęsknoty ułańskie i Ostatnie pożegnanie powstańca,
- utwory fortepianowe – mazurki i polonezy,
- opera Diabeł w Karpatach,
- opera Odsiecz Wiednia,
- operetka Młynarz i kowal[3].

## Rodzina
Był dwukrotnie żonaty. Z pierwszą żoną miał córkę i syna Mieczysława (śpiewaka i aktora). Z drugą żoną nie miał potomstwa.